# El Ovallino
El Ovallino es un periódico chileno, de carácter local, editado en la ciudad de Ovalle, capital de la Provincia de Limarí, en la Región de Coquimbo. En las últimas décadas, ha sido testigo de los principales acontecimientos que han sucedido en la provincia, informando oportunamente a toda la población limarina.

## Historia
El periódico El Ovallino fue fundado el día 15 de octubre de 1989, en la ciudad de Ovalle. En sus primeros años su sede estaba en Arauco 331 y pertenecía a Ediciones Regionales S.A., que también editaba el diario El Regional en la ciudad de Coquimbo. Tras la desaparición de Ediciones Regionales en 1991 (producto del cierre de El Regional) y el traslado de sus talleres a Carmen 181, el matutino perteneció hasta 2007 a Prensa del Limarí Limitada, lugar donde también se imprimía. Los talleres se ubican en la calle Vicuña Mackenna número 473, en Ovalle. La publicación se encuentra asociada a la Asociación Nacional de la Prensa.
Durante los primeros años de la década de 1990, el periódico era básico en su diseño y su presentación: El Ovallino se imprimía completamente en blanco y negro, salvo algunos colores básicos utilizados para resaltar algunas informaciones. Las oficinas y talleres de El Ovallino sufrieron graves daños tras el terremoto de Punitaqui de 1997, debiendo imprimir sus ejemplares durante unos meses en la ciudad de Coquimbo.
Ya en agosto de 2005, el periódico se consolida definitivamente en la ciudad de Ovalle y sus alrededores, debido a la identificación de la gente de la zona con su periódico. Allí es cuando comienza la segunda etapa de la historia de El Ovallino. A partir de julio, el periódico extiende su circulación a La Serena, Coquimbo y el resto de la región. Junto con esto, para el aniversario número 16 de la casa periodística, se pone en marcha su página Web, que lleva las noticias de la provincia de Limarí a todo el mundo.
Junto con esto, el periódico adquiere una nueva imagen, con un logotipo más acorde a la cultura local: letras verdes, una pluma dorada inserta en la tipografía, y todo esto sostenido bajo una línea de color terracota con aplicaciones propias de la cultura diaguita.
Desde el 1 de junio de 2007, El Ovallino pasa a ser dirigido por la familia Puga Vergara, quienes son dueños del diario El Día, impreso en La Serena. Con esto, el periódico adquiere un nuevo logotipo, se reestructura completamente, y aumenta la cantidad de informaciones en sus páginas. Sin embargo, con este nuevo cambio, la distribución del periódico fuera de la provincia del Limarí se restringe, a tal punto de que el diario se vende en muy pocos lugares fuera de la Provincia de Limarí.
El Ovallino ha sido testigo de numerosos hechos que han conmovido al valle del Limarí, entre los que se puede contar las primeras elecciones municipales tras la dictadura militar (1992), el terremoto que sacudió a la región, especialmente a Ovalle y Punitaqui (1997), y el juicio a Blas Araya, alcalde de Punitaqui, tras ser acusado de fraude (2006). Actualmente los archivos desde 1989 hasta 2007 solo se encuentran disponibles en la Biblioteca Nacional de Chile.

## Formato
Desde sus inicios, el formato del diario El Ovallino es tabloide. Cada edición costa de 16 páginas, y entre 2007 y 2009 estaban distribuidas de la siguiente manera:
1. Portada
2. El Barómetro (análisis noticioso)
3. Actualidad (noticias de interés local)
4. Editorial y Opinión
5. Chile y el mundo
6. Región
7. Crónica
8. Crónica
9. AgroCampo
10. Espectáculos
11. Espectáculos
12. Deportes
13. Deportes
14. Avisos Económicos
15. Servicios y Puzzle
16. Publicidad

## Comité editorial
El director del periódico, hasta 2007, fue Jorge Contador Araya, quien a la vez era el representante legal del matutino; el gerente general era Fernando Santander León; la subdirectora administrativa era la señora Hilena Contador Guzmán; el editor general era Fernando Moraga Acevedo; y el jefe de crónicas, José Blanquer Quintanilla.
En 2007 asumiría el nuevo directorio, luego de la vinculación con El Día. Su nuevo director responsable es Francisco Puga Vergara,  y su representante legal es Ricardo Puga Vergara. Además hay un consejo editorial para el periódico, compuesto por Roberto Dabed, Lincoyán Rojas, Eliseo Pérez, Juan Guillermo Farr, Hanna Jarufe, Roberto Ponce, Iván Martinac, José Díaz y Stella Segura.

## Directores
- 1989-? Mario Banic Illanes
- ?-? Patricio Munizaga
- ?-? Fernando Moraga Acevedo
- ?-? Hugo Zapata
- ?-? Francisco Vargas Piña
- ?-? Marco Antonio Sulantay
- ?-2007 Hilena Contador Guzmán
- 2007-? David Pérez Torrealba
- ?-? Danilo Olivares
- ?-2011 Anne-Liesse Hoefter Mandich
- 2011-2015 David Flores Barrios
- 2015-2016 Sebastián Gallardo
- 2016-2017 Rubén Aguilera
- 2017      Roberto Rivas

## Propietarios
- 1989-1991 Ediciones Regionales S.A.
- 1991-2007 Prensa del Limarí Ltda.
- 2007-Actualidad Diario El Día

## Eslóganes
- ? - 2006 La voz de la provincia de Limarí
- 2006 - 2007 En el centro de la Región de Coquimbo
- 2007 - Actualidad Pasión por Limarí